# ジロ・デ・イタリア 1913
ジロ・デ・イタリア 1913は、自転車競技のロードレース大会であるジロ・デ・イタリアの5回目のレース。1913年5月6日から22日まで行なわれた。全9区間。全行程2932km。当大会より、再び個人総合成績が復活。また今回まではポイント制により総合成績が争われた。

## 総合成績
|     | 選手名                       | 国籍         | ポイント               |
| --- | ---------------------------- | ------------ | ---------------------- |
| 1.  | カルロ・オリアーニ           | イタリア王国 | 37 （135時間15分56秒） |
| 2.  | エベラルド・パヴェージ       | イタリア王国 | 43                     |
| 3.  | ジュゼッペ・アッツィーニ     | イタリア王国 | 48                     |
| 4.  | ピエリーノ・アルビーニ       | イタリア王国 | 55                     |
| 5.  | ルイジ・ガンナ               | イタリア王国 | 64                     |
| 6.  | コスタンテ・ジラルデンゴ     | イタリア王国 | 74                     |
| 6.  | レオポルド・トッリチェッリ   | イタリア王国 | 74                     |
| 8.  | ジュゼッペ・コンテジーニ     | イタリア王国 | 81                     |
| 9.  | ジョヴァンニ・チェルヴィ     | イタリア王国 | 82                     |
| 10. | ジョヴァンニ・ロッシニョーリ | イタリア王国 | 89                     |

## 総合首位
| 選手名                   | 国籍         | 首位区間     |
| ------------------------ | ------------ | ------------ |
| ジュゼッペ・サンティア   | イタリア     | 第1、第3-第4 |
| ピエリーノ・アルビーニ   | イタリア     | 第2          |
| エベラルド・パヴェージ   | イタリア王国 | 第5-第6      |
| ジュゼッペ・アッツィーニ | イタリア王国 | 第7          |
| カルロ・オリアーニ       | イタリア王国 | 第8-最終     |